# Institut Max-Planck pour l'étude de la criminalité, de la sécurité et du droit
 (août 2024).
L'institut Max-Planck pour l'étude de la criminalité, de la sécurité et du droit (en allemand : Max-Planck-Institut zur Erforschung von Kriminalität, Sicherheit und Recht) est un institut de recherche non-universitaire situé à Fribourg, en Allemagne. L'institut fait partie de la société Max-Planck et mène des recherches fondamentales sur le droit pénal, la criminologie et le droit public.
L'institut est actuellement dirigé par Jean-Louis van Gelder (département de criminologie), Ralf Poscher (département de droit public) et Tatjana Hörnle (département de droit pénal). En 2019, l'Institut comptait un total de 120 employés. La bibliothèque comprend plus de 500 000 titres et est l'une des plus grandes bibliothèques de la région. Les anciens directeurs sont Albin Eser, Ulrich Sieber et Hans-Jörg Albrecht. 

## Profil de recherche
L'Institut Max-Planck pour l'étude de la criminalité, de la sécurité et du droit appartient à la section des sciences humaines de la Société Max Planck pour l'avancement des sciences, une association non-gouvernementale et à but non lucratif officiellement indépendante. L'Institut compte trois départements de recherche : un département de droit pénal, un département de droit public et un département de criminologie. L'Institut se concentre sur la recherche fondamentale et, en raison de son approche interdisciplinaire des sciences juridiques et sociales, sur la recherche appliquée. Bien que les départements soient indépendants les uns des autres, ils sont liés en termes de méthodologie et par la sélection des sujets de recherche, et ils se complètent dans leurs différentes approches de la recherche et leurs perspectives théoriques.
La nomination d'une nouvelle équipe de direction en 2019 s'est accompagnée d'une réorientation complète des principes directeurs clés de leurs programmes de recherche. Le développement d'une théorie transnationale du droit pénal est au cœur du programme de recherche du département de droit pénal. L'objectif est de cartographier de manière exhaustive le large éventail d'instruments, de concepts et de solutions disponibles en analysant, sur la base de questions centrées sur les problèmes, les différentes traditions du droit pénal national, y compris les aspects pratiques de l'application de la loi. Le programme de recherche du département de droit public porte sur des questions relatives à la sécurité qui ne peuvent pas — ou pas exclusivement — être traitées au moyen des instruments du droit pénal. Ces questions comprennent, outre les questions théoriques et doctrinales générales, les développements actuels du droit, de la technologie et de la société, c'est-à-dire l'internationalisation, la numérisation et la fragmentation. Les défis normatifs associés à la prévention des dangers sont analysés en termes de protection des droits fondamentaux et des principes de l'État de droit et de la démocratie. Le programme de recherche du département de criminologie se concentre sur les explications théoriques et empiriques des comportements conformes et déviants. L'objectif est d'explorer comment le comportement individuel se manifeste de manière ponctuelle, comment il change ou se développe au fil du temps et comment il peut être expliqué. À cette fin, en s'appuyant principalement sur des théories psychologiques, de nouvelles méthodes de recherche innovantes sont employées, notamment des expériences assistées par ordinateur utilisant des logiciels de la réalité virtuelle.
Grâce à cette organisation programmatique, l'Institut est en mesure d'aborder de manière analytique et méthodique tout l'éventail des questions actuelles liées à la sécurité — en termes de phénomènes et d'acteurs, d'autorités, de concepts et d'instruments associés — de manière globale.